# Öffentliche Bibliothek der Universität Neuenburg

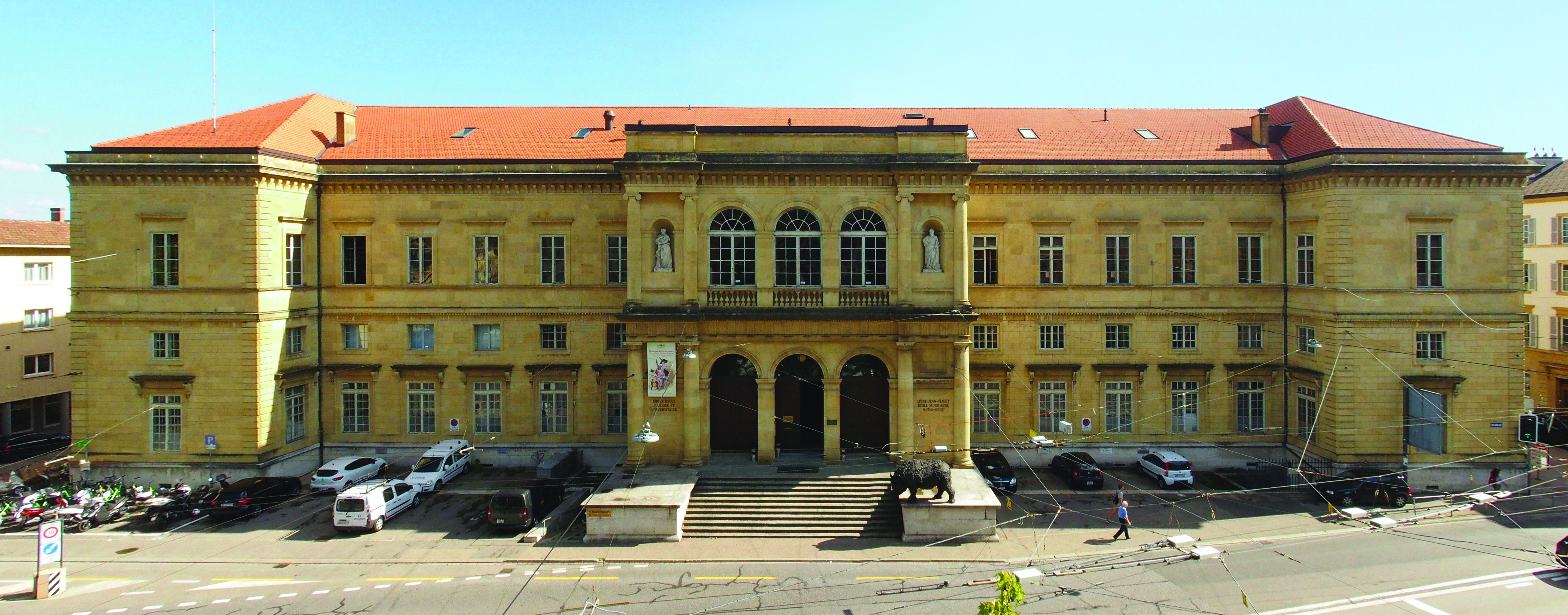
Nordfassade des Collège latin, in dem die Bibliothèque publique et universitaire de Neuchâtel untergebracht ist

Als typische Kantonsbibliothek hat die Öffentliche Universitätsbibliothek von Neuenburg (UBN) drei Missionen:
- das Neuenburger Kulturgut zu bewahren,
- das für die universitären und weiterführenden Studien nötige Material und den Raum zur Verfügung zu stellen,
- sich um die Forderungen der Öffentlichkeit nach Information und Allgemeinbildung zu kümmern.

Der Bestand der UBN bezieht sich hauptsächlich auf die Geistes- und Sozialwissenschaften, doch er deckt auch die verschiedenen Bereiche des Universalwissens. Die Bibliothek besitzt heute (Stand 2007) etwa 60.000 Dokumente, zu denen noch über 30.000 im Freihandbereich dazukommen.

## Geschichte
Die Bibliothek wurde 1788 gegründet. Die ersten Jahre ihrer Existenz waren geprägt von wichtigen Schenkungen von Manuskripten (insbesondere die Korrespondenz von Jean-Jacques Rousseau im Jahre 1795). Nachdem sie bereits ein erstes Mal umgezogen war, liess sich die Neuenburger Bibliothek 1833 definitiv in der Lateinschule nieder. Anfang des 20. Jahrhunderts übernahm die Neuenburger Bibliothek die Verantwortung der Universitätsbibliothek. Gleichzeitig öffnete sie sich auch der breiten Öffentlichkeit, indem sie einen Bereich mit Volksliteratur einrichtete, der später in den Freihandbereich geändert werden sollte. Die 1980er-Jahre waren durch die Vergrösserung der Bibliothek geprägt, die 90er durch die Informatisierung und die Anpassung an die neuen Informationstechnologien.

## Chronologie
1788: Gründung der Neuenburger Bibliothek
1794: Manuskriptschenkung von Professor Louis Bourguet
1795: Manuskriptschenkung von Jean-Jacques Rousseau
1803: Umzug ins Rathaus
1838: Umzug in die Lateinschule
1909: Die Neuenburger Bibliothek wird zur Universitätsbibliothek. Bildung des Bereichs Volksliteratur
1968: Die Abteilung mit der Volksliteratur wird in den Freihandbereich umgewandelt und heisst neu öffentliche Allgemeinliteratur
1983: Die Öffentliche Universitätsbibliothek Neuenburg wird zu einer von Stadt und Kanton finanzierten privatrechtlichen Institution. 
1989: Automatisierung der bibliothekarischen Dienstleistungen (Ausleihe, Anschaffung, Zeitschriften). Die Bibliothek gehört neu ebenfalls dem Verbund der Westschweizer Bibliotheken (RERO) an
1996: Bildung vom Verbund der Neuenburger und jurassischen Bibliotheken RBNJ (Réseau des bibliothèques neuchâteloises et jurassiennes)

## Bestand
- Néocomensia: Die Bibliothek sammelt und bewahrt alle Veröffentlichungen, die einen inhaltlichen Bezug zum Kanton Neuenburg haben oder die von einem Neuenburger geschrieben oder mitgestaltet worden sind. Diese Dokumente werden Néocomensia genannt. Alle Dokumente, die im Kanton herausgegeben oder gedruckt werden, befinden sich ebenfalls in der UBN.
- Neuenburger Dossier: dieser Bestand umfasst alle Publikationen von Neuenburger Gemeinschaften und enthält rund 1.600 Dossiers.
- Zeitschriften: Die UBN besitzt 1.900 Zeitschriften, von denen sich 580 im Freihandbereich befinden. Die Geistes- und Sozialwissenschaften sind besonders vertreten.
- Manuskripte: Viele verschiedene Manuskripte hauptsächlich von Neuenburger (aber auch von Schweizer und europäischen) Intellektuellen, Künstlern und Schriftstellern werden in der UNB aufbewahrt. Die Manuskriptsammlung von Jean-Jacques Rousseau, die etwa 3.500 Briefe umfasst, trägt besonders zum guten internationalen Ruf der Bibliothek bei.
- Ikonografien: Die UBN bewahrt 4.500 Originalbilder oder Reproduktionen, von denen 3.400 digitalisiert sind, auf. Darunter befinden sich vor allem Porträts von Neuenburger Persönlichkeiten und Landschaft.
- Karten: Die Bibliothek besitzt zurzeit (Stand 2007) etwa 9.300 Karten, darunter 3.900 Schweizer Landeskarten. Der Bestand umfasst hauptsächlich regionale Karten, doch er enthält auch Stadtpläne aus der Schweiz und dem Ausland.
- Plakate: Die Plakatsammlung der Bibliothek besteht aus Dokumenten, die wegen ihres Themas, Künstlers oder Verlegers einen Bezug zu Neuenburg haben. Dieser Bestand zählt heute (Stand 2007) über 5.000 Plakate, von denen 300 vor 1950 gedruckt wurden.
- Exlibris: Die Bibliothek verzeichnet fast 1.000 Exlibris aus unterschiedlicher Herkunft.
- Schweizerischen Doktorarbeiten: Die schweizerischen Thesen, die an der Universität Lausanne hinterlegt werden, werden seit 1917 in der Bibliothek aufbewahrt. Dieser Bestand umfasst heute (Stand 2007) ungefähr 68.000 Bände und erhält jährlich zwischen 400 und 500 neue Arbeiten.

## Kataloge
Die Bestände ab 1990 sind im Verbund Neuenburger und Jurassischer Bibliotheken RBNJ katalogisiert. Für alle Dokumente, die vor 1990 angeschafft worden sind, wurde der alte Zettelkatalog gescannt und steht online zur Verfügung.
Die Zettelkataloge umfassen:
- den Schlagwortkatalog
- den bibliographischen Katalog
- die Kataloge der schweizerischen Doktorarbeiten sowie der Néocomensia
- den Manuskriptkatalog
- den Musikkatalog
- den Katalog mit den geografischen Karten
- den Plaktkatalog
- den ikonografischen Katalog.